# Фо (Мёрт и Мозель)
Фо (фр. Faulx) — коммуна во французском департаменте Мёрт и Мозель, региона Лотарингия. Относится к  кантону Номени.

## География
Фо расположен в 12 км на север от Нанси. Соседние коммуны: Моллелуа на западе, Монтенуа на востоке.

## История
Деревня была впервые упомянута в 936 году в послании «Vadus sancti Petri».

## Демография
Население коммуны на 2010 год составляло 1319 человек.
| 1962 | 1968 | 1975 | 1982 | 1990 | 1999 | 2010 |
| ---- | ---- | ---- | ---- | ---- | ---- | ---- |
| 810  | 859  | 1002 | 1064 | 1135 | 1171 | 1319 |